# Ephippiochthonius etruscus
Espèce
Synonymes
- Chthonius etruscus Gardini, 2013

Ephippiochthonius etruscus est une espèce de pseudoscorpions de la famille des Chthoniidae.

## Distribution
Cette espèce est endémique de Toscane en Italie. Elle se rencontre dans la grotte Grotta di Montecchio à Semproniano et dans la grotte Pozzo del Granduca à Grosseto.

## Description
Le mâle mesure 1,4 mm et les femelles de 1,5 à 1,65 mm.

## Publication originale
- Gardini, 2013 : A revision of the species of the pseudoscorpion subgenus Chthonius (Ephippiochthonius) (Arachnida, Pseudoscorpiones, Chthoniidae) from Italy and neighbouring areas. Zootaxa, no 3655(1), p. 1-151.